# Neuvic, Dordogne
Neuvic hay Neuvic sur l'Isle là một xã của Pháp, nằm ở tỉnh Dordogne trong vùng Aquitaine của Pháp.

## Thông tin nhân khẩu
| Năm    | 1962  | 1968  | 1975  | 1982  | 1990  | 1999  | 2007  |
| ------ | ----- | ----- | ----- | ----- | ----- | ----- | ----- |
| Dân số | 2 668 | 2 669 | 2 880 | 2 782 | 2 737 | 3 315 | 3 545 |